# Anuário da sociedade dos arquitetos portugueses
O Anuário da sociedade dos arquitetos portugueses foi editado pela Sociedade de Arquitetos Portugueses entre 1905 e 1910, impresso na Tipografia do Comércio em Lisboa e vendido a 500 reis. Nele encontram-se abordados todo o tipo de assuntos de interesse para a classe dos arquitetos: regulamento de honorários, concursos, prémios, exposições, história, património, eventos, visitas, biografias, trabalhos associativos etc.
Na lista de colaboradores / redatores  encontram-se nomes ligados à própria Sociedade: Francisco Carlos Parente, Rosendo Carvalheira, José Luiz Monteiro, Alfredo Maria da Costa Campos, João Lino de Carvalho, Alfredo D’ Ascensão Machado, Ventura Terra, Adães Bermudes, José Marques da Silva, José Alexandre Soares, Francisco Marques de Sousa Viterbo,  D. José Pessanha e Arthur Moreira Rato.